# دانيال غوردون
دانيال غوردون هو سياسي كندي، ولد في 2 يونيو 1821، وتوفي في 26 سبتمبر 1907. حزبياً، نشط في حزب المحافظين التقدمي لجزيرة الأمير إدوارد.